# (33476) Gilanareiss
(33476) Gilanareiss est un astéroïde de la ceinture principale.

## Description
(33476) Gilanareiss est un astéroïde de la ceinture principale. Il fut découvert le 20 mars 1999 à Socorro (Nouveau-Mexique) par le projet LINEAR. Il présente une orbite caractérisée par un demi-grand axe de 2,33 UA, une excentricité de 0,12 et une inclinaison de 6,0° par rapport à l'écliptique.